# Andrea Zanchini
Andrea Zanchini (Cervia, 9 gennaio 1969) è un modello italiano.

## Biografia
Inizia la sua carriera di modello internazionale attorno ai diciassette anni, viene messo sotto contratto dalla nota Why Not Model Agency di Milano. Tra i suoi primi lavori importanti, partecipa ad una campagna pubblicitaria di Gianfranco Ferré.
Nel corso degli anni gira il mondo, tra Milano, Parigi e New York lavorando per i più noti marchi e stilisti, come Armani, D&G, Valentino, Donna Karan, Jean-Paul Gaultier.
Dopo oltre cinque anni di carriera come modello, inizia a partecipare a svariati spot pubblicitari, nota la pubblicità del deodorante Denim scandita dallo slogan "Per l'uomo che non deve chiedere mai", inoltre ha preso parte a spot, per la casa automobilistica Opel, il whisky Glen Grant, i collant Golden Lady, ect.
Ha prestato il suo volto per le campagne pubblicitarie di Guy Laroche, Borsalino, Sergio Tacchini e molti altri.